# Chimereo
Nella mitologia greca,  Chimereo  (in greco antico: Χιμαιρεύς) era il nome di uno dei figli di Prometeo, il gigante e di Celeno la figlia di Atlante.

## Il mito
Fratello di Lico, una volta morto venne seppellito insieme al parente nelle terre di Troia, vi era una leggenda sulle loro tombe. Infatti a Sparta vi era un epidemie di peste, per poter sopravvivere alla malattia si consultò un oracolo, prassi comune a quei tempi. Il consiglio fu quello di offrire un sacrificio sulla tomba dei due fratelli, e chi doveva fare l'offerta doveva essere un nobile spartano. Il prescelto fu Menelao che nel viaggio incontrò Paride, questo fu il loro primo incontro che porterà alla guerra di Troia.

### Moderna
- Pierre Grimal, Enciclopedia della mitologia 2ª edizione, Brescia, Garzanti, 2005, ISBN 88-11-50482-1. Traduzione di Pier Antonio Borgheggiani